# Aloysia Lange-Weber

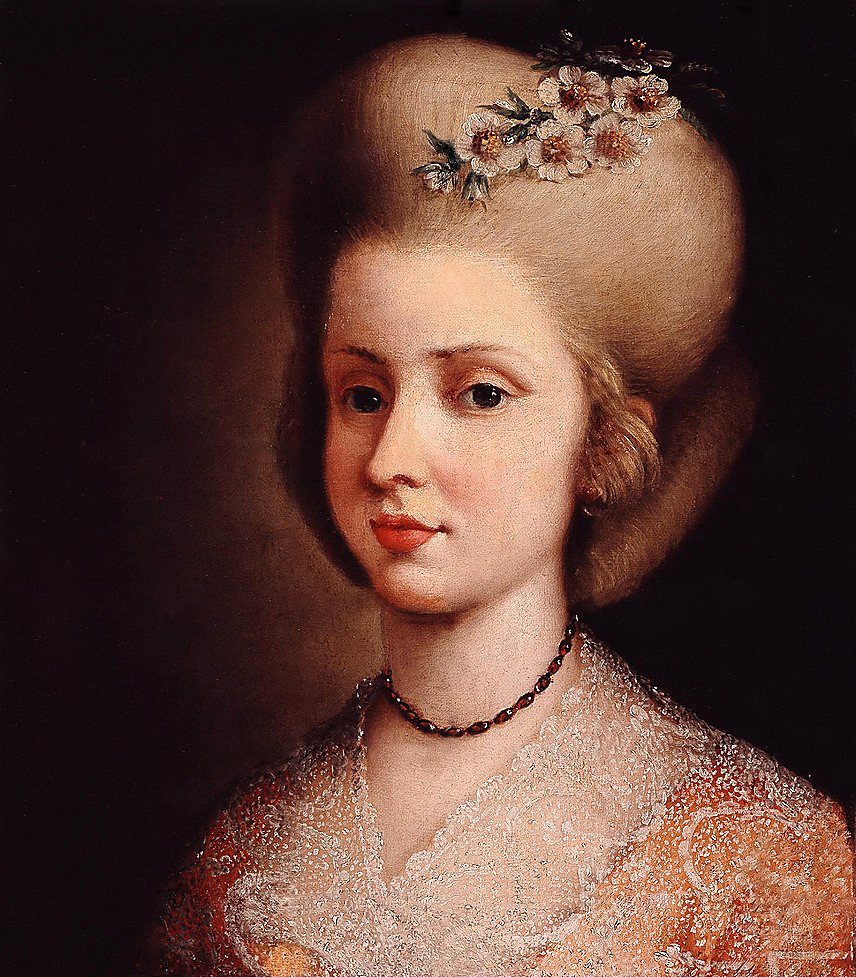
Aloysia Weber (schilder onbekend)

Maria Aloysia Antonia Lange-Weber (Zell im Wiesental, ca. 1760 - 8 juni 1839) was een Duitse sopraan, vooral bekend vanwege haar omgang met de componist Wolfgang Amadeus Mozart.

## Biografie
Aloysia Weber was een van de vier dochters van de muzikale Weber-familie. Haar vader, Fridolin Weber, werkte als souffleur en muziekkopiist. Haar drie zussen waren sopraan Josepha Weber (1758–1819), die de rol van Koningin van de Nacht zong tijdens de première van Mozart's Die Zauberflöte; Constanze Weber, de vrouw van Mozart; en Sophie Weber. De componist Carl Maria von Weber was een halfneef van haar.
Kort na haar geboorte verhuisde het gezin naar Mannheim waar Aloysia opgroeide. Ze verhuisde in 1778 naar München, waar ze haar operadebuut maakte. Het jaar daarop werd ze gecontracteerd om te zingen in het Nationale Singspiel in Wenen, een project van Keizer Jozef II. Het hele gezin Weber verhuisde met haar mee naar Wenen, waar haar vader korte tijd werkte als kaartjesverkoper. Hij stierf echter plotseling slechts een maand na hun aankomst.
Aloysia zette de daaropvolgende twintig jaar een redelijk succesvolle zangcarrière voort in Wenen.
Op 31 oktober 1780 trouwde ze met Joseph Lange, een acteur bij het Kärntnertortheater in Wenen die tevens amateurschilder was (hij maakte later een bekend portret van Mozart). Het was Lange's tweede huwelijk nadat zijn eerste vrouw in 1779 was overleden. Omdat Aloysia destijds de belangrijkste steunpilaar van haar familie was, stemde Lange ermee in haar moeder een voorschot van 900 florijnen en een jaarlijks bedrag van 700 florijnen te schenken.
In 1782 verbond ze zich aan het Burgtheater en zong daar Italiaanse opera. Deze functie duurde slechts acht maanden, aangezien ze al snel persona non grata werd vanwege meningsverschillen over salaris en rolverdeling, en vanwege gemiste optredens. Ze bleef echter zingen in het Kärntnertortheater en speelde af en toe ook rollen bij het Burgtheater. In 1795 ging ze op concerttournee met haar zuster Constanze, inmiddels weduwe van Mozart. Vanaf dat jaar woonde ze niet meer bij haar man Lange.
Ze bracht haar oude dag door in Salzburg om dichtbij haar overlevende zussen Constanze en Sophie te zijn, die daarheen waren verhuisd.

## Haar relatie met Mozart
Rond 1777 bracht de 21-jarige Wolfgang Amadeus Mozart enige tijd door in Mannheim, waar hij had gehoopt (tevergeefs, zo bleek) werk te vinden. Mozart gaf Aloysia enige tijd zangles. Dit is minder onwaarschijnlijk dan het lijkt, aangezien Mozart in zijn kinderjaren (1764–1765) had leren zingen, en daarbij werd onderwezen door een gevierde castraat, Giovanni Manzuoli. Mozart had tot zijn dertiende herhaaldelijk als zanger in het openbaar opgetreden, waarna zijn puberteit een streep haalde door verdere optredens. 
In de loop van deze zanglessen werd Mozart verliefd op Aloysia. Hij sprak de wens uit om met haar te trouwen, hoewel het niet precies duidelijk is hoe serieus zijn bedoelingen waren, en of daar door Aloysia op gereageerd werd.
Mozart verliet Mannheim voor enkele maanden en vertrok naar Parijs op een mislukte zoektocht naar werk. Op de terugweg naar Salzburg kwam hij door München, waar inmiddels de steeds succesvoller wordende Aloysia werkzaam was. Volgens de conceptbiografie over Mozart door Georg Nikolaus von Nissen, de latere echtgenoot van Constanze Mozart, hadden Mozart en Aloysia daar een onaangename ontmoeting, waarbij Aloysia deed alsof ze Mozart niet meer kende. Daarna zou het contact tussen de twee aanzienlijk bekoeld zijn.
Mozart zelf verhuisde in 1781 naar Wenen en logeerde later dat jaar een tijdlang in het huis van het gezin Weber. Vader Fridolin was in 1779 overleden en Aloysia's moeder (Cäcilia Weber) nam kostgangers in dienst om rond te komen. Mozart werd toen verliefd op de derde dochter, Constanze. Toen hij in 1782 met haar trouwde, werd Mozart de zwager van Aloysia. Blijkbaar was er op de lange termijn geen sprake van vijandigheid, aangezien Mozart later een aanzienlijke hoeveelheid aria's schreef voor Aloysia. In 1788 kreeg zij van Mozart de rol toebedeeld van Donna Anna in zijn opera Don Giovanni, bij de eerste uitvoering daarvan in Wenen.

## Optredens in Nederland
In 1798 verbond zij zich aan de Hoogduitse Schouwburg in Amsterdam, waar ze als madame Louise Lange optrad, een gunstige invloed uitoefende op de kwaliteit van de zangkunst daar, en daarmee het niveau van het hele gezelschap omhoog tilde. Ze zong er regelmatig, met een onderbreking, tot 1802, en later incidenteel als gast. De Hoogduitse Schouwburg was een van de eerste buitenlandse theaters geweest waar Mozart's opera's Die Entführung aus dem Serail en Don Giovanni werden opgevoerd. Dit kan de reden zijn geweest voor haar om voor dit theater te kiezen. In die jaren (vanaf 1798) trad ze ook een paar keer op in Felix Meritis aan de Keizersgracht, dat toen de belangrijkste concertzaal was van Amsterdam.
- Gemeinsame Normdatei: 122638212
- International Standard Name Identifier: 0000 0000 5539 1337
- Library of Congress Control Number: no95016424
- MusicBrainz: b1f91303-4351-4812-9a75-daf96cf29c76
- Nationale Bibliotheek van Tsjechië: jx20051101010
- Nationale Bibliotheek van Israël: 987007419823805171
- Virtual International Authority File: 55034904
- WorldCat: E39PBJckKRtYCvxyMHHPBQPWjC